# عمارة رومانسكية في إسبانيا

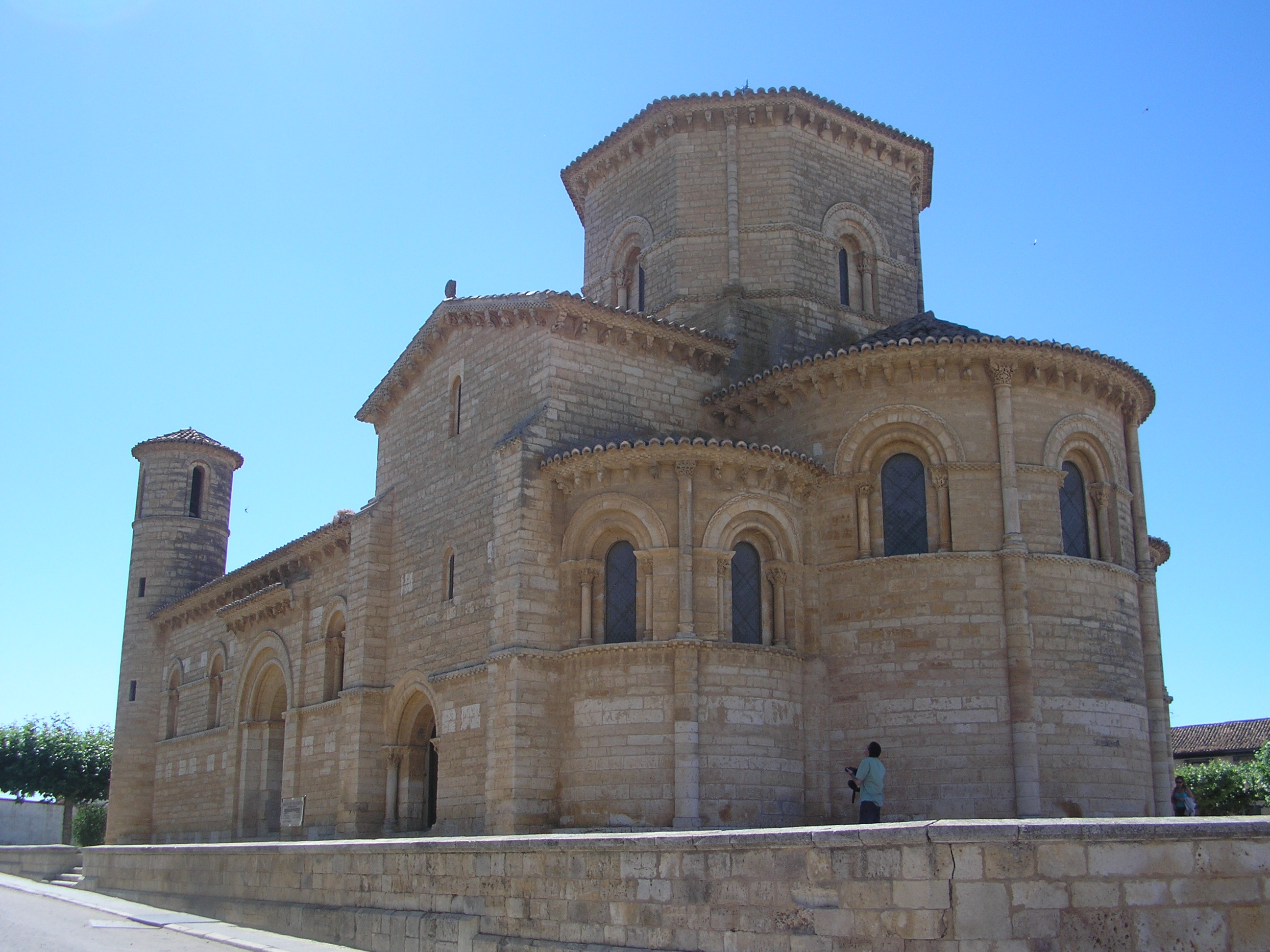

العمارة الرومانسكية في إسبانيا هي الأسلوب المعماري الذي يعكس العمارة الرومانسكية، مع تأثيرات غريبة من كلٍ من الأساليب المعمارية خارج شبه الجزيرة الإيبيرية عبر إيطاليا وفرنسا بالإضافة إلى أنماط العمارة التقليدية من داخل شبه الجزيرة نفسها. تطورت العمارة الرومانسكية في الداخل وانتشرت عبر أوروبا لأكثر من قرنين، في فترة تتراوح تقريبًا من أواخر القرن العاشر حتى وقت طويل من القرن الثالث عشر.
امتد أثرها أثناء القرن الثامن، خلال عصر النهضة الكارولنجية، إلى أوروبا الغربية المسيحية، ظلت إسبانيا المسيحية مرتبطة بالثقافة الهسبانية الرومانية والقوطية دون التأثر بالحركات الثقافية الأوروبية حتى وصول الحركة الرومانسكية.
انتشرت العمارة الرومانسكية خلال النصف الشمالي كله لإسبانيا، واصلةً حتى نهر تاجة، في ذروة حركتي الاسترداد وإعادة التوطين، اللتين كانتا في صالح تطور الرومانسكية بشكل كبير. انتشر الأسلوب الرومانسيكي الأول من لومبارديا إلى المنطقة الكاتالونية عبر الثغر الأسباني، حيث طُوِّرت ومنها انتشرت إلى باقي شبه الجزيرة بمساعدة كامينو دي سانتياغو والأديرة البندكتية. تركت علامتها خاصةً على المباني الدينية (مثل الكاتدرائيات والكنائس والأديرة والأروقة المُعمدة والمصليات) التي ظلت موجودة حتى القرن الحادي والعشرين، وكان بعضها محفوظًا أكثر من الآخر. بُنيت أيضًا الآثار المدنية بهذا الطراز، رغم أنه لم ينج سوى القليل منها.

## الخلفية والسياق التاريخي
تزامنت الرومانسكية مع وقت كانت فيه المسيحية أكثر أمنًا وتفاؤلًا. شهدت أوروبا في القرون السابقة خفوت رونق الكارولنجية وشهدت الغزوين النورماني والمجري (بلغ المجريون مبلغ البورغونيون) ما أدى إلى تدمير العديد من أديرة شبه الجزيرة. كانت حملات المنصور في إسبانيا كارثية، إذ أنه هدم ودمر العديد من الأديرة والكنائس الصغيرة.
قرب نهاية القرن العاشر، أعادت بعض الأحداث المسببة للاستقرار بعض التوازن والهدوء في أوروبا، مخففة كثيرًا من حدة الوضع السياسي والحياة المسيحية. كانت القوى الأساسية التي ظهرت هي العثمانيون والإمبراطورية الرومانية المقدسة شاملةً البابا، الذي أصبحت قوته عالمية وكان له سلطة تتويج الأباطرة. في إسبانيا، كان الملوك المسيحيون في الطريق إلى الارتداد، حيث وقعوا مواثيق واتفاقيات تعايش مع الملوك المسلمين. برزت في هذا السياق روح تنظيمية في جميع أنحاء العالم المسيحي مع الرهبان الذين جاءوا من كلوني. بُنيت الأديرة والكنائس خلال هذه السنوات وكانت العمارة موجهة نحو هياكل أمتن لمقاومة أي هجوم في المستقبل بالإضافة إلى الحرائق والكوارث الطبيعية. انتشر استخدام القبة بدلًا من الغطاء الخشبي في جميع أنحاء أوروبا.
بالإضافة إلى ذلك، أُعيد تأسيس الاتصالات وكان هناك تقارب بين مختلف الملوك الأوروبيين وكذلك استُعيدت العلاقات مع بيزنطة. أتاح الإرث الروماني من الطرق والطرق العامة تواصلًا أفضل بين الأديرة العديدة ويسر الحج إلى الأماكن المقدسة أو المقاطعات الصغيرة للعبادة الشعبية. نتيجة لذلك، نشطت التجارة وتسببت حركة الناس في انتشار أنماط جديدة للحياة، من بينها النمط الرومانسيكي. بُنيت الأضرحة والكاتدرائيات وغيرها على الطراز الرومانسيكي على مدار قرنين ونصف تقريبًا.

## الفنانون والحرفيون
في العصور الوسطى، أصبح مفهوم «المهندس المعماري» -كما هو مفهوم بين الرومان- غير صالح للاستخدام، مما أفسح المجال للتغير الاجتماعي. كانت واجبات المهندس المعماري السابق ملقاة على الباني الرئيسي. كان هذا فنانًا، في معظم الحالات، يشارك في البناء الفعلي مع فريق العمال الذي كان تحت قيادته. كان الباني الرئيسي هو الذي يشرف على الصرح (كما كان يفعل المهندس المعماري القديم)، ولكن في الوقت نفسه يمكن أن يكون أيضًا حرفيًا أو نحاتًا أو نجارًا أو حجريًا. كان هذا الشخص يتعلم عادة في الأديرة أو مجموعات من المحافل الماسونية المتحدة. كان العديد من هؤلاء البنائين الرئيسيين مصممين لبوابات وأروقة فاتنة، مثل تلك الموجودة في كاتدرائية سانتياغو دي كومبوستيلا التي أنشأها رئيس البنائين ماتيو ورواق نوغال دي لاس هويرتاس في بالنثيا، أنشأها رئيس البنائين جيمينو، أو بوابة سان سالفادور الشمالية في كنيسة إيخيا دي لوس كاباييروس (في مقاطعة سرقسطة) التي أنشأها رئيس البنائين أغويرو.
كان عاتق كل العمل المعماري على يد الرئيس (رئيس البنائين) وهو كبير العمال المسؤول عن مجموعة كبيرة، تكون ورش عمل من الحجارين والبنائين والنحاتين وصانعي الزجاج والنجارين والرسامين والعديد من أصحاب المهن أو التخصصات الأخرى، الذين انتقلوا من مكان إلى آخر. شكلت هذه الأطقم ورش عمل غالبًا ما ظهر منها بناؤون محليون كبار، وكانوا قادرين على إنشاء الكنائس الريفية. يجب ألا ننسى في هذه المجموعة الشخصية الأهم، الراعي أو المطور، والذي بدونه لن يكتمل العمل.
يُعرف من الوثائق التي نجت في إسبانيا حول عقود العمل والتقاضي وغيرها من القضايا، أن المنزل أو السكن المعيشي في الكاتدرائيات كان مخصصًا للسيد وعائلته. هناك وثائق تقاضي تتحدث عن مشاكل أرملة سيد بناء، حيث ادعت لنفسها ولعائلتها استحقاق منزل مدى الحياة. في بعض الحالات، مثلت هذه المسألة صراعًا حقيقيًا إذ سيحتاج أيضًا سيد البناء التالي إلى شغل المنزل.
كثيرًا ما كان على البناة الرئيسيين الالتزام مدى الحياة إذا كان العمل طويل الأجل، كما كان الحال مع السيد ماتيو عند إنشاء كاتدرائية سانتياغو دي كومبوستيلا أو السيد رامون ليامبارد (أو رايموندو لامباردو) مع كاتدرائية سانت ماري دي أورجل. كان هناك بند في العقود يتطلب من رؤساء البناء أن يقدموا: وجودهم اليومي في الموقع والسيطرة الصارمة على العمال والتقدم المحرز في المبنى.
كان منزل العمل كذلك يُبنى دائمًا لإعداد المواد ونحت الحجر. تتحدث العديد من وثائق القرن الرابع عشر عن هذا البيت:
(بناء كنيسة بورغوس التي تحتوي على بعض المنازل بالقرب من الكنيسة المذكورة والتي بها جميع الأشياء الضرورية للعمل المذكور؛ وكتب الحسابات وجميع الأدوات الأخرى التي يعمل بها رؤساء البنائين في العمل المذكور).

### نحاتو الحجارة
شكل الحجارون الجزء الأكبر من العمال في تشييد المبنى. يمكن أن يختلف عدد عمال نحت الحجارة اعتمادًا على الاقتصاد المحلي. بعض هذه الأرقام معروفة، مثل كاتدرائية سالامانكا القديمة، التي استخدمت ما بين 25 و 30 عاملًا. يقدم آيمرك بيكود بيانات في كتابه كوديكس كاليكستيناس أن:
... مع نحو 50 آخرين من الحجارين الذين عملوا هناك بانتظام، تحت إشراف دون ويكارتو...
كان هؤلاء البناؤون وغيرهم من العمال معفيين من دفع الضرائب. قُسموا في مجموعتين حسب تخصصهم. المجموعة الأولى من أولئك الذين شاركوا في عمل خاص عالي الجودة (فنانو نحت أصليون) والذين عملوا بوتيرتهم الخاصة، تاركين أعمالهم المكتملة في الموقع لتوضع لاحقًا في المبنى. كانت المجموعة الثانية من الموظفين الدائمين الذين شيدوا المباني حجرًا على حجر ووضعوا تلك القطع عالية الجودة أو النقوش المنحوتة التي نحتتها المجموعة الأولى في المكان المناسب في الوقت المناسب. من الممكن أن تؤدي هذه الطريقة إلى وجود فرق زمني بين نحت القطع ووضعها في مكانها، وأصبح هذا التأخير في الوقت مشكلةً كبيرة للمؤرخين في الكثير من الحالات لتأريخ المبنى.
كانت هناك أيضًا مجموعة من العمال غير المهرة الذين يعملون حيثما كانت هناك حاجة. في كثير من الحالات، عرض هؤلاء الأشخاص عملهم أو مهارتهم كفعل نابع من الرحمة لأنهم كمسيحيين كانوا على استعداد للتعاون في عمل عظيم مكرس لإلههم. في أي حال كانوا يتلقون المكافآت التي كانت إما باليوم أو لكل قطعة. تظهر في الوثائق العديد من الأسماء في قوائم الأجور اليومية، وبالتالي فإن هذا الفعل لم يكن تعسفيًا، ولكن منظمًا جيدًا.